# 施當娜
贝琳达·卡罗琳·斯特罗纳克 PC（1966年5月2日—），加拿大華文媒體譯為施當娜，是加拿大女商人、慈善家和政治人物，曾于2004年至2008年担任眾議院新市—奧羅拉選區议员。她最初以聯邦保守党身份当选，但后来加入聯邦自由黨。2005年至2006年，施當娜担任加拿大總理保羅·馬田自由党政府的人力资源与技能发展部长兼民主复兴部长。离开政坛后，她曾任加拿大最大的汽车零部件制造商麦格纳国际的执行副董事长，直至2010年。
施當娜是斯特罗纳克集团的董事长、首席执行官兼总裁 ，也是加拿大慈善组织贝琳达·斯特罗纳克基金会的创始人和主席。她还共同创立了Acasta Enterprises，并担任董事，直至2017年辞去董事会职务。
21世纪初，施當娜被世界经济论坛、国家邮报和财富杂志评为最有前途的未来领袖。

## 背景
施當娜出生于加拿大安大略省新市，母亲是奧地利人，而父亲是麦格纳国际创始人兼董事长弗兰克·施特罗纳克。她毕业于新市高中，1985年进入加拿大多伦多约克大学学习商业和经济学，一年后辍学去麦格纳工作。

### 商业生涯

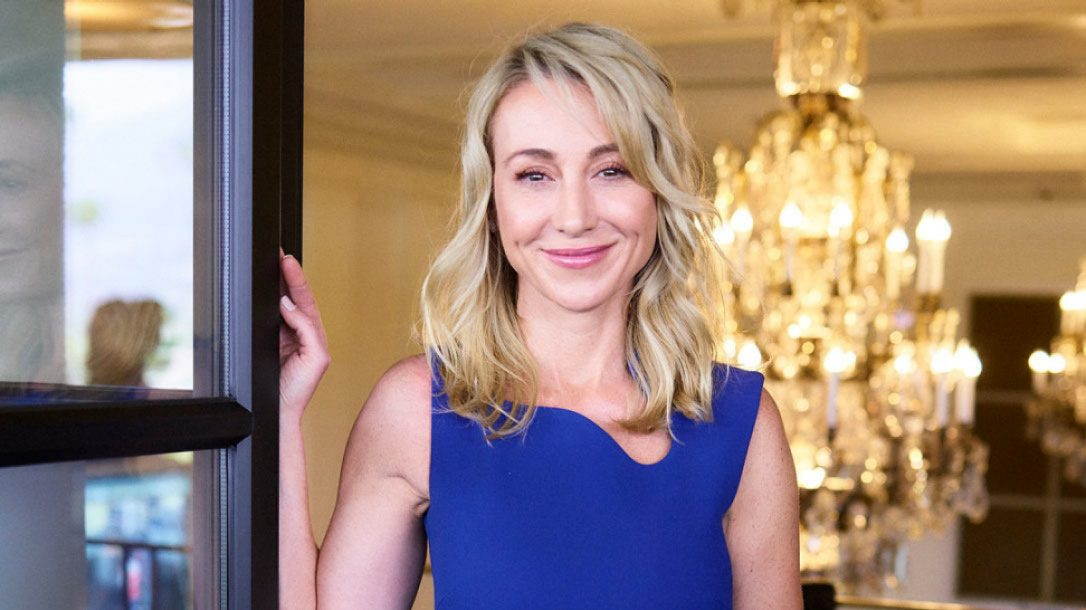
2018年的施當娜

施當娜于1988年至2004年期间担任麦格纳董事会成员。她的父亲于1985年雇用了她。她于1995年成为该公司副总裁，1999年担任执行副总裁，直至被任命为总裁兼首席执行官。她曾担任Decoma International Inc. 、 Tesma International Inc.和 Intier Automotive Inc. 的董事会主席，这些公司均属于汽车零部件行业。她是加拿大汽车合作委员会的创始成员之一，并曾任安大略省生产力、竞争力和经济进步工作组成员。她曾担任伊夫·兰德里基金会的董事 ，该基金会致力于推动制造业的技术教育和技能培训。
2001年2月，她被任命为麦格纳首席执行官。在担任首席执行官期间，该公司在加拿大增加了3,000个工作岗位，其中1,000个位于她后来在议会代表的新市-奥罗拉地区。在她的领导下，麦格纳每年的销售额和利润都创下新高。尽管父亲弗兰克·斯特罗纳克在此期间没有承担任何正式的运营职务，但他仍然担任董事会主席。
作为一名首席执行官，人们普遍认为施當娜对工会组织的态度比她的父亲更为和解，而她的父亲则以强烈反对麦格纳的工会而闻名。在担任麦格纳公司负责人期间，她在全国劳工关系委员会面前停止了与美国汽车工人联合会的纠纷斗争，该工会在美国组织了众多麦格纳工人。
2010年12月，施當娜辞去了麦格纳国际公司执行副董事长和董事会成员的职务，多伦多星报称，这一令人惊讶的举动反映了董事会权力的转变 ，斯特罗纳克家族在2010年初放弃了对公司的控制权。
离开麦格纳后，施當娜和她的父亲于2011年中期创建了斯特罗纳克集团。斯特罗纳克集团是一家赛马、娱乐和彩池投注技术公司。斯特罗纳克集团赛马业的品牌包括：圣安妮塔公园，“赛马胜地”；皮姆利科赛马场，必利時錦標的举办地； 湾流公园，佛罗里达州的娱乐目的地中心之一，也是奖金1,600万美元的飞马世界杯邀请赛的举办地，这是世界上奖金最高的纯种赛马比赛；劳雷尔公园；金门赛马场；波特兰草地；和罗斯克罗夫特赛马场。集团通过其子公司AmTote和Xpressbet拥有彩池投注技术，并通过Monarch Content Management向观众分发赛马内容。

### 个人生活
施當娜曾两次离婚。她的第一任丈夫是前麦格纳首席执行官唐纳德·沃克，第二任丈夫是挪威速度滑冰运动员约翰·奥拉夫·科斯。她和前妻育有两个孩子，弗兰克·沃克和妮可·沃克（Nicole Walker）。弗兰克是一名 DJ而妮可是一名全国25岁以下马术冠军。
环球邮报称，成年后的賈斯汀·杜魯多曾在施當娜举办的一场派对上与他未来的妻子蘇菲·格雷戈瓦重逢。
2007年6月23日，多伦多星报报道称，施當娜于2007年4月被诊断出患有导管原位癌，这是一种乳腺癌，并于6月19日在多伦多一家未公开的医院接受了乳房切除术。 
施當娜于2007年6月前往美国接受乳腺癌手术。施當娜在接受自己的乳房手术后，为多伦多大学乳腺癌重建外科筹集了一百多万美元。

## 政治生涯

### 早期政治生涯
在2000年的加拿大联盟黨魁选举中，她支持普雷斯顿·曼宁。曼宁在回忆录中回忆道，施當娜在多伦多举行的第二轮竞选启动仪式上“做了实质性的介绍，她清楚地解释了为什么她希望联盟和我的候选资格能够成功”，他后来感谢她在竞选中“不懈的支持”。

### 竞选保守党黨魁

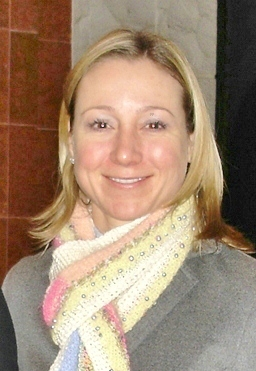
2004年的施當娜

2003年整个夏天至秋天，加拿大联盟党和进步保守党的就两党合并进行了会谈。两个右翼政党之间的选票分裂使得自由党主宰加拿大政坛长达10年。双方的会面由一名主持人监督，后来透露此人就是施當娜。她是众多呼吁进步保守党黨魁彼得·麦凯和加拿大联盟黨魁史蒂芬·哈珀首先进行合并谈判的人之一。
2004年，施當娜竞选新成立的保守党首場黨魁選舉。作为新政党黨魁候选人，她为这次竞选吸引了大量的关注。然而，许多媒体却认为她首次涉足政治的行为有些幼稚。一些批评人士指责她是“人造候选人”，依赖高薪的专业竞选人员网络和麦格纳。
媒体对施當娜参选的反应受到了批评，拿她与芭黎絲·希爾頓作比较。支持者盛赞她的年轻和风度、企业经验、作为“足球妈妈”的私人生活，以及她赢得摇摆选民的潜力，尤其是安大略省。
2004年3月19日，她在黨魁大会上发表重要演讲，承诺如果当选总理，只任职两届，并且不领取薪水。2004年3月20日，她以23%的得票率輸給哈珀，位居第二。在2004年联邦大选中，她以689票的微弱优势击败新市—奧羅拉選區自由党议员成為該區议员。

### 加入自由党
2005年5月，施當娜公开表示，强制提前选举是有风险的，可能对保守党产生适得其反的效果。在自由党政府深陷政治醜聞后，保守党黨魁哈珀希望提前举行大选。保守党计划通过投票反对自由党为争取新民主党支持而提出的预算修正案来推翻政府。
2005年5月17日，也就是关键投票的两天前，施當娜宣布她加入自由党。施當娜随即加入自由党内阁，担任人力资源和技能发展部长兼民主复兴部长。在担任后一个职务期间，她负责监督自由党贊助醜聞建议发布后的实施情况。她支持自由党于2009年正式采取的一人一票政策，旨在使该党的领导人选举过程更加民主化。
施當娜的举动改变了议会的权力平衡，使得加拿大總理保羅·馬田的自由党少数派政府暂时得以生存。2005年5月19日，眾議院对两项重要信任议案进行表决。第一次投票针对的是原先已获各方批准的预算提案C-43法案，以250票赞成、54票反对的结果顺利通过。第二次投票是关于新的预算修正案C-48法案 ，其中包括46亿加元自由党与新民主党黨魁杰克·林顿协商了10亿美元的额外支出，以确保获得新民主党议员的支持。保守党和魁人政團正是根据这项修正案计划推翻政府。然而，投票结果却是152比152平局。然后由自由党议长梅里根投下决定票，从而确保政府继续存在。最终投票结果为153票赞成，152票反对。
尽管如此自由党在2005年底倒台，並在2006年2月的联邦大选落败，但施當娜作为自由党候选人再次当选，而且优势比她在2004年联邦大选中作为保守党候选人时更大。
自由党在2006年大选中落败后，總理馬田宣布辞去党魁职务。人们普遍猜测施當娜将竞选自由党党魁职务，因为他得到了其他自由党人的支持。然而她沒有竞选党魁，理由是她反对基于代表的选举程序。法语不佳也是其中一個原因。

### 不寻求连任
2007年4月11日，施當娜宣布她将不再寻求连任，而是重返麦格纳国际担任执行副董事长。这一决定是在麦格纳与Onex联手考虑收购克莱斯勒之际做出的。施當娜表示，她希望花更多时间陪伴成长中的孩子，并希望成立个人基金会，以消除非洲的贫困和疾病。